# Ogcodes acroventris
Ogcodes acroventris är en tvåvingeart som beskrevs av Nartshuk 1982. Ogcodes acroventris ingår i släktet Ogcodes och familjen kulflugor. Inga underarter finns listade i Catalogue of Life.